# Liste der Nummer-eins-Hits in den Hot Dance Airplay Charts (2008)
| Singles |
| --- |
| - Seal – Amazing - 2 Wochen (29. Dezember 2007 – 11. Januar) - Plumb – In My Arms - 2 Wochen (12. Januar – 25. Januar, insgesamt 4 Wochen) - Enur feat. Natasja – Calabria 2007 - 1 Woche (26. Januar – 1. Februar) - Cascada – What Hurts the Most - 1 Woche (2. Februar – 8. Februar) - Ida Corr – Let Me Think About It - 1 Woche (9. Februar – 15. Februar, insgesamt 6 Wochen) - Filo & Peri feat. Eric Lumiere – Anthem - 1 Woche (16. Februar – 22. Februar) - Ida Corr – Let Me Think About It - 5 Wochen (23. Februar – 28. März, insgesamt 6 Wochen) - Erika Jayne – Stars - 1 Woche (29. März – 4. April) - Bellatrax feat. Sophia May – I Can’t Help Myself - 3 Wochen (5. April – 25. April) - Basshunter feat. DJ Mental Theo’s Bazzheads – Now You’re Gone - 2 Wochen (26. April – 9. Mai) - Leona Lewis – Bleeding Love - 4 Wochen (10. Mai – 6. Juni, insgesamt 5 Wochen) - Madonna feat. Justin Timberlake – 4 Minutes - 1 Woche (7. Juni – 13. Juni) - Natasha Bedingfield – Pocketful of Sunshine - 2 Wochen (14. Juni – 27. Juni, insgesamt 3 Wochen) - Leona Lewis – Bleeding Love - 1 Woche (28. Juni – 4. Juli, insgesamt 5 Wochen) - Natasha Bedingfield – Pocketful of Sunshine - 2 Wochen (5. Juli – 11. Juli, insgesamt 3 Wochen) - Madonna – Give It 2 Me - 1 Woche (12. Juli – 18. Juli) - Michelle Williams feat. Flo Rida – We Break the Dawn - 1 Woche (19. Juli – 25. Juli) - Katy Perry – I Kissed a Girl - 5 Wochen (26. Juli – 29. August) - Ne-Yo – Closer - 1 Woche (30. August – 5. September) - Kaskade & Deadmau5 – Move for Me - 1 Woche (6. September – 12. September, insgesamt 2 Wochen) - Rihanna – Disturbia - 6 Wochen (13. September – 24. Oktober) - Annagrace – You Make Me Feel - 1 Woche (25. Oktober – 31. Oktober) - Kaskade & Deadmau5 – Move for Me - 1 Woche (1. November – 7. November, insgesamt 2 Wochen) - Ercola & Daniella – Every Word - 2 Wochen (8. November – 21. November) - Kim Sozzi – Feel Your Love - 2 Wochen (22. November – 5. Dezember) - Pink – So What - 1 Woche (6. Dezember – 12. Dezember) - Flanders – Behind - 2 Wochen (13. Dezember – 17. Dezember) - Madonna – Miles Away - 2 Wochen (29. Dezember – 9. Januar 2009) |